# Alstroemeria gardneri
Alstroemeria gardneri är en alströmeriaväxtart som beskrevs av John Gilbert Baker. Alstroemeria gardneri ingår i släktet alströmerior, och familjen alströmeriaväxter. Inga underarter finns listade i Catalogue of Life.